# Guillaume Brouscon
Guillaume Brouscon (Le Conquet, XVI secolo – ...) è stato un cartografo francese, appartenente alla scuola cartografica di Dieppe, in Bretagna.

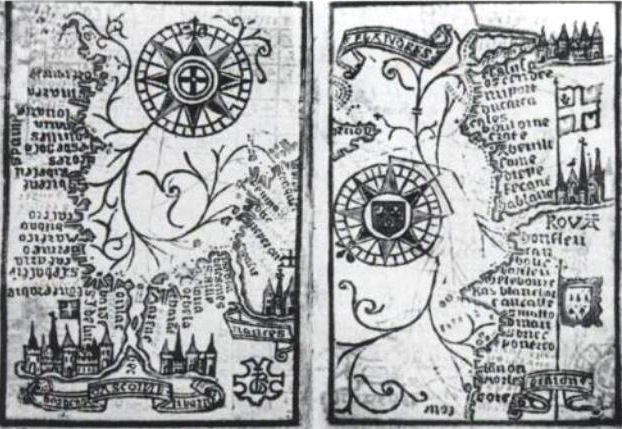
Almanacco di Brouscon raffigurante il Golfo di Biscaglia

Pubblicò i suoi almanacchi nel 1546. Questi riguardavano soprattutto informazioni sulle maree, raccolte da Brouscon stesso intervistando marinai francesi e inglesi.
Gli almanacchi spiegano come calcolare il livello delle maree in base alle fasi della Luna.

## Fonti
Tides: a scientific history David Edgar Cartwright p. 18